# Luena flygplats
Luena flygplats (portugisiska: Aeroporto de Luena) är en flygplats i Angola.   Den ligger i provinsen Moxico, i den centrala delen av landet, 800 kilometer öster om huvudstaden Luanda. Luena flygplats ligger 1 353 meter över havet.
Terrängen runt Luena flygplats är platt. Närmaste större samhälle är Luena, 2,7 kilometer sydost om Luena flygplats.
Omgivningarna runt Luena flygplats är huvudsakligen savann. Runt Luena flygplats är det mycket glesbefolkat, med 2 invånare per kvadratkilometer.